# Real to Reel (Tesla)
| Recensione | Giudizio |
| ---------- | -------- |
| AllMusic   |          |

Real to Reel è un doppio album di cover del gruppo musicale statunitense Tesla, pubblicato il 5 giugno 2007 dalla Rykodisc. 
L'album include rifacimenti di vecchi classici degli anni '60 e '70, registrati dai Tesla con l'utilizzo di nastri analogici e attrezzature dell'epoca per cercare di essere fedeli il più possibile al suono e allo spirito che animava quei pezzi. Si tratta del primo lavoro in studio del gruppo in cui non compare il chitarrista Tommy Skeoch, sostituito dal nuovo arrivato Dave Rude.
Il secondo disco venne inizialmente reso disponibile in omaggio solo a chi comprava i biglietti dei concerti del gruppo nell'agosto del 2007, per poi essere distribuito nei negozi di vendita a partire dal 25 settembre in coppia con il primo disco.

## Tracce
Disco 1
1. Space Truckin' (cover dei Deep Purple) – 4:48 (Ritchie Blackmore, Ian Gillan, Roger Glover, Jon Lord, Ian Paice)
2. Walk Away (cover dei James Gang) – 4:20 (Joe Walsh)
3. Hand Me Down World (cover dei Guess Who) – 3:44 (Kurt Winter)
4. Bad Reputation (cover dei Thin Lizzy) – 4:40 (Phil Lynott, Scott Gorham, Brian Downey)
5. Thank You (cover dei Led Zeppelin) – 4:47 (Jimmy Page, Robert Plant)
6. I've Got a Feeling (cover dei Beatles) – 4:26 (Lennon-McCartney)
7. Day of the Eagle (cover di Robin Trower) – 5:01 (Robin Trower)
8. Ball of Confusion (cover dei Temptations) – 4:25 (Norman Whitfield, Barrett Strong)
9. Rock Bottom (cover degli UFO) – 8:45 (Michael Schenker, Phil Mogg)
10. Stealin' (cover degli Uriah Heep) – 4:02 (Ken Hensley)
11. Bell Bottom Blues (cover dei Derek and the Dominos) – 4:58 (Eric Clapton)
12. Honky Tonk Women (cover dei Rolling Stones) – 3:26 (Mick Jagger, Keith Richard)
13. Dear Mr. Fantasy (cover dei Traffic) – 6:37 (Jim Capaldi, Steve Winwood, Chris Wood)

Disco 2
1. All the Young Dudes (cover dei Mott the Hoople) – 3:48 (David Bowie)
2. Make It Last (cover dei Montrose) – 4:49 (Ronnie Montrose, Sammy Hagar)
3. Shooting Star (cover dei Bad Company) – 5:40 (Paul Rodgers)
4. Not Fragile (cover dei Bachman-Turner Overdrive) – 4:37 (Fred Turner)
5. Street Fighting Man (cover dei Rolling Stones) – 4:24 (Jagger, Richards)
6. Is It My Body (cover degli Alice Cooper) – 2:34 (Alice Cooper, Glen Buxton, Michael Bruce, Dennis Dunaway, Neal Smith)
7. I Want to Take You Higher (cover degli Sly & the Family Stone) – 3:51 (Sly Stone)
8. Do You Feel Like We Do (cover di Peter Frampton) – 11:44 (Peter Frampton, Mick Gallagher, Rick Willis, John Siomos)
9. Beer Drinkers and Hell Raisers (cover degli ZZ Top) – 3:05 (Billy Gibbons, Dusty Hill, Frank Beard)
10. Seasons of Wither (cover degli Aerosmith) – 4:53 (Steven Tyler)
11. Saturday Night Special (cover dei Lynyrd Skynyrd) – 5:42 (Ed King, Ronnie Van Zant)
12. War Pigs (cover dei Black Sabbath) – 9:00 (Tony Iommi, Ozzy Osbourne, Geezer Butler Bill Ward)

## Formazione
Gruppo
- Jeff Keith – voce
- Frank Hannon – chitarre, cori
- Dave Rude – chitarre, cori
- Brian Wheat – basso, pianoforte, cori
- Troy Luccketta – batteria

Produzione
- Tesla, Tom Zutaut – produzione
- Michael Rosen – ingegneria del suono
- Tom Zutaut, Frank Hannon, Brian Wheat, Michael Rosen – missaggio
- George Marino – mastering presso lo Sterling Sound di New York